# Ernst Steinig
Ernst Steinig (ur. 1 stycznia 1900 w Lasowicach Małych) – niemiecki zapaśnik walczący w stylu klasycznym. Olimpijczyk z Amsterdamu 1928, gdzie zajął piąte miejsce w wadze piórkowej.
Wicemistrz Europy w 1925 i trzeci w 1926; piąty w 1929; siódmy w 1924; ósmy w 1927 roku.
Mistrz Niemiec w 1925 i 1926; drugi w 1924; trzeci w 1930 roku, w stylu klasycznym.

## Letnie Igrzyska Olimpijskie 1928
| Konkurencja          | Rundy eliminacyjne   | Rundy eliminacyjne  | Rundy eliminacyjne  | Rundy eliminacyjne          | Rundy eliminacyjne    | Klas. końcowa |
| Konkurencja          | Przeciwnik I         | Przeciwnik II       | Przeciwnik III      | Przeciwnik IV               | Przeciwnik V          | Miejsce       |
| -------------------- | -------------------- | ------------------- | ------------------- | --------------------------- | --------------------- | ------------- |
| 62 kg styl klasyczny | Leon Mazurek (POL) Z | Ricardo Rey (ARG) Z | Jaak Dillen (BEL) Z | Aleksanteri Toivola (FIN) Z | Voldemar Väli (EST) P | 5.            |